# Pinakulum
Pinakulum (łac. pinaculum, l.mn. pinaculi) – element oskórka larw niektórych owadów.
Pinakulum to rejon zesklerotyzowanego oskórka w postaci zgrubiałej, płaskiej, rzadziej lekko wyniesionej brodawki, wyposażonej w od jednej do czterech szczecinek (włosków). Występuje m.in. u gąsienic motyli.
Pinakulum silniej wyniesione, przybierające formę stożkowatą, określa się mianem chalazy. U larw biedronkowatych chalazy umieszczone bywają na strumach.